# Creu de terme de Guixera (Manresa)
La Creu de terme de Guixera és una obra del municipi de Manresa (Bages) protegida com a bé cultural d'interès local.

## Descripció
La creu de terme presenta un peu vuitavat amb decoració a la part superior. Aquest peu té una alçada d'uns 60-70 cm. El fust de la columna és d'estructura quadrada amb els cantells rebaixats, a la part superior presenta un collarí d'on surt una nova estructura de sis cares, més estreta i que està coronada amb el pal vertical de la creu (l'horitzontal ja no es conserva). Tota ella de pedra.